# Lajeado Tucuiduva
O rio Lajeado Tucuiduva é um curso de água que banha o estado do Paraná..